# Klein Muckrow

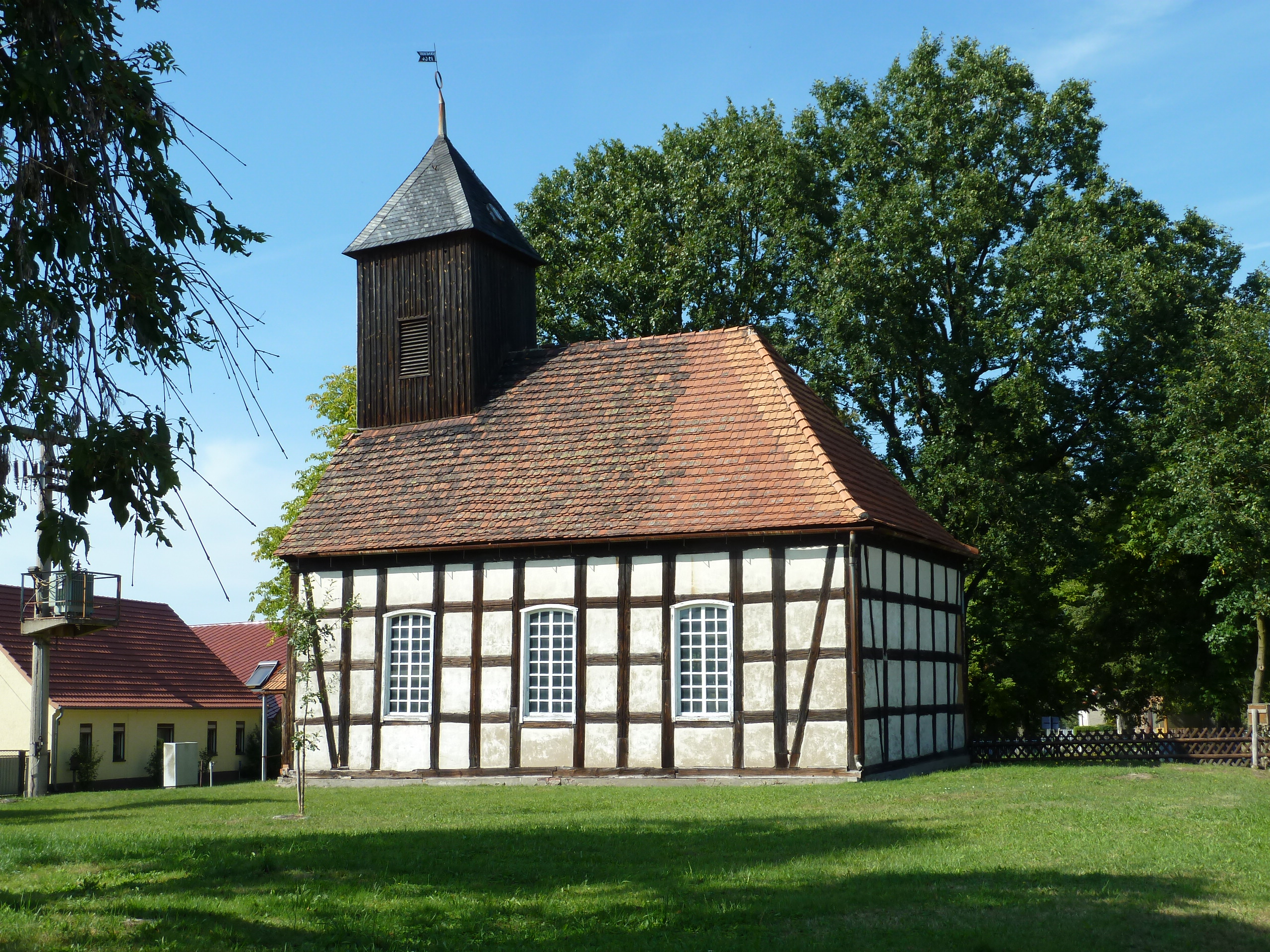
Dorfkirche Klein Muckrow

Klein Muckrow ist ein Ortsteil der Stadt Friedland im Landkreis Oder-Spree in Brandenburg. Bis zur Eingemeindung nach Friedland am 31. März 2001 war Klein Muckrow eine eigenständige Gemeinde, die vom Amt Friedland (Niederlausitz) verwaltet wurde.

## Lage
Klein Muckrow liegt im Norden der Niederlausitz und im Naturpark Schlaubetal, etwa zwölf Kilometer nordöstlich der Stadt Lieberose und 15 Kilometer südöstlich von Friedland. Umliegende Ortschaften sind Groß Muckrow im Norden, der zur Gemeinde Neuzelle gehörende Ortsteil Henzendorf im Osten, der zur Gemeinde Schenkendöbern im Landkreis Spree-Neiße gehörende Ortsteil Reicherskreuz im Südosten, die zur Gemeinde Jamlitz im Landkreis Dahme-Spreewald gehörenden Ortsteile Leeskow im Süden und Ullersdorf im Westen sowie Weichensdorf im Nordwesten.
Durch die Gemarkung von Klein Muckrow verlaufen die Landesstraßen 433 und 434.

## Geschichte
Das Dorf Klein Muckrow wurde erstmals im Jahr 1518 als Klein Muckro urkundlich erwähnt. Der Ortsname stammt aus dem altsorbischen und bedeutet nasser oder feuchter Ort. Vermutlich bereits von seiner Ersterwähnung an, aber spätestens seit 1533, gehörte Klein Muckrow zur Herrschaft Friedland. Im Jahr 1533 wurde die Herrschaft Friedland für einen Preis von 21.500 Talern an den Johanniterorden verkauft. Seitdem gehörte das Dorf zum Ordensamt Friedland. Dieses wurde im Jahr 1811 von dem damaligen sächsischen König Friedrich August I. eingezogen und anschließend in das königlich-sächsische Rentamt Friedland umgewandelt, welches in dieser Form bis 1815 und anschließend im Königreich Preußen bis 1874 existierte.
Die Topographisch-statistische Übersicht des Regierungsbezirks Frankfurt a. d. O. verzeichnet in Klein Muckrow für das Jahr 1844 202 Einwohner in 30 Wohngebäuden. Die Kirche in Klein Muckrow war eine Filialkirche zu Groß Muckrow. 1867 wurden im Dorf 214 Einwohner und 29 Gebäude gezählt. Mitte der 1940er-Jahre sollte Klein Muckrow aufgrund der Errichtung des SS-Truppenübungsplatzes Kurmark zwangsumgesiedelt und abgerissen werden, aufgrund des Kriegsendes 1945 kam es allerdings nicht mehr dazu.
Vor 1815 gehörte Klein Muckrow zum Krummspreeischen Kreis. Als Ergebnis des Wiener Kongresses kam die Niederlausitz, die vorher zum Königreich Sachsen gehörte, an das Königreich Preußen. Danach wurde der historische Krummspreeische Kreis zum Landkreis Lübben umgeformt und wurde Teil des Regierungsbezirks Frankfurt in der Provinz Brandenburg. Bei der Kreisneubildung in der DDR am 25. Juli 1952 wurde der Kreis Lübben stark verkleinert, große Teile des Kreises, darunter auch die Gemeinde Klein Muckrow, wurden dem Kreis Beeskow im Bezirk Frankfurt (Oder) zugeschlagen. Nach der Wende wurde der Kreis Beeskow in Landkreis Beeskow umbenannt. Bei der Kreisreform am 6. Dezember 1993 wurde die Gemeinde Klein Muckrow dem Landkreis Oder-Spree zugeschlagen und dort vom Amt Friedland (Niederlausitz) verwaltet. Dieses Amt wurde am 31. März 2001 aufgelöst und Klein Muckrow wurde zusammen den zwölf weiteren Gemeinden des Amtes in die Stadt Friedland eingemeindet.

## Denkmale
Für Zeust ist in der Denkmalliste des Landes Brandenburg ein Baudenkmal und ein Bodendenkmal ausgewiesen:
- Die Dorfkirche Klein Muckrow wurde im Jahr 1777 als Fachwerkkirche errichtet und zuletzt 2011 bis 2016 restauriert.[8]
- Nr. 90649 Flur 1,2: Dorfkern Neuzeit, Dorfkern deutsches Mittelalter

## Einwohnerentwicklung
| 1875 | 213 | 1939 | 175 | 1981 | 122 |
| 1890 | 209 | 1946 | 241 | 1985 | 122 |
| 1910 | 197 | 1950 | 216 | 1989 | 137 |
| 1925 | 178 | 1964 | 170 | 1995 | 135 |
| 1933 | 186 | 1971 | 143 | 2000 | 147 |